# Öresundbrücke
Die Öresundbrücke (dänisch: Øresundsbroen, schwedisch Öresundsbron, dänisch-schwedische Hybridschreibweise Øresundsbron) ist die weltweit längste Schrägseilbrücke für kombinierten Straßen- und Eisenbahnverkehr. Sie bildet zusammen mit dem Drogdentunnel und der künstlichen Insel Peberholm die mautpflichtige Öresundverbindung, welche die dänische Hauptstadt Kopenhagen mit Malmö in Schweden verbindet und damit maßgeblich die Öresundregion erschlossen hat. Die Grenze verläuft 883 Meter westlich vom westlichen Pylonenpaar und ist durch Schilder markiert, die sich an der jeweils nächstliegenden Schilderbrücke befinden. Die Brücke wurde am 1. Juli 2000 dem Verkehr übergeben.

## Technik
Die Gesamtlänge des Brückenzuges beträgt 7845 Meter. Die Zufahrt zur mittleren Hochbrücke erfolgt über zwei Rampenbrücken. Die westliche Rampenbrücke mit einer Gesamtlänge von 3014 Metern besteht aus 22 Brückenfeldern, von denen 18 eine Stützweite von 140 Metern haben. Die 3739 Meter lange östliche Rampenbrücke besitzt 28 Öffnungen, von denen 24 eine Stützweite von je 140 Metern und vier eine von je 120 Metern haben.
Dazwischen liegt die 1092 Meter lange Hochbrücke, die eigentliche Öresundbrücke, mit einer Feldspannweite von 490 Metern. Die Pylone bestehen aus Stahlbeton, sind 206 Meter hoch und haben unten die Abmessungen 9,4 Meter × 12,6 Meter sowie oben 2,6 Meter × 5,8 Meter. Der doppelstöckige Überbau hat eine Höhe von 11 Metern und eine Breite von 30 Metern. Er besteht aus einer oben liegenden Stahlbetondecke im Verbund mit dem darunterliegenden stählernen Fachwerkbalken. Auf dem Oberdeck ist die vierspurige Autobahn angeordnet, im Fachwerkträger liegen die zwei Eisenbahngleise. Eine Nutzung für Fahrradreisende ist nicht erlaubt. Die Hochbrücke hat eine lichte Höhe von 57 Metern. Für Schiffe ist eine maximal zulässige Höhe von 55 Metern angegeben.
Die eine Milliarde Euro teure Brücke wurde in 40 Monaten gebaut, zu ungefähr 90 % mit Großfertigteilen. Dies waren die Fundamentblöcke, die Pfeiler und die Brückenträger, die alle an Land hergestellt und mit dem Schwimmkran Svanen, der eine Hebekapazität von 8700 Tonnen und eine Hubhöhe von 76 Meter besitzt, montiert wurden.  Nur die beiden 20.000 Tonnen schweren Fertigteilpylonfundamente der Hochbrücke, in einem Trockendock betoniert, wurden mit einem Lastkatamaran zur Brückenbaustelle transportiert.
Architekt war Georg Rotne. Gebaut wurde sie von einem Konsortium bestehend aus Hochtief, Skanska, Højgaard & Schultz und Monberg & Thorsen. Beteiligte Ingenieurbüros waren Gimsing & Madsen A/S (mit dem Ingenieur Niels Gimsing), ISC Consulting Engineers A/S, Arup (mit den Ingenieuren Jorgen Nissen, Klaus Falbe-Hansen), Setec und COWI (Klaus Ostenfeld).

## Name
Das Öresundbrücken-Konsortium verwendet den synthetischen Namen Øresundsbron, der ein Hybrid aus der dänischen und der schwedischen Schreibweise darstellt („Øresund“ ist dänisch, schwedisch wäre „Öresund“; „bron“ für „die Brücke“ ist schwedisch, dänisch wäre „broen“). Diese Schreibweise wurde teilweise auch von Medien in den beiden Ländern übernommen, je nachdem, ob man die Bezeichnung als einen Eigennamen auffasst oder nicht.

## Fertigstellung
Am Morgen des 14. August 1999 hob ein Schwimmkran das letzte, 140 Meter lange Brückensegment ein. Damit war eine durchgehende Landverbindung über den Öresund hergestellt.
Anfang März 2003 beschloss die schwedische Regierung den Bau einer 11 Kilometer langen Eisenbahn-Neubaustrecke von der Brücke bis zum Bahnhof Malmö Central.

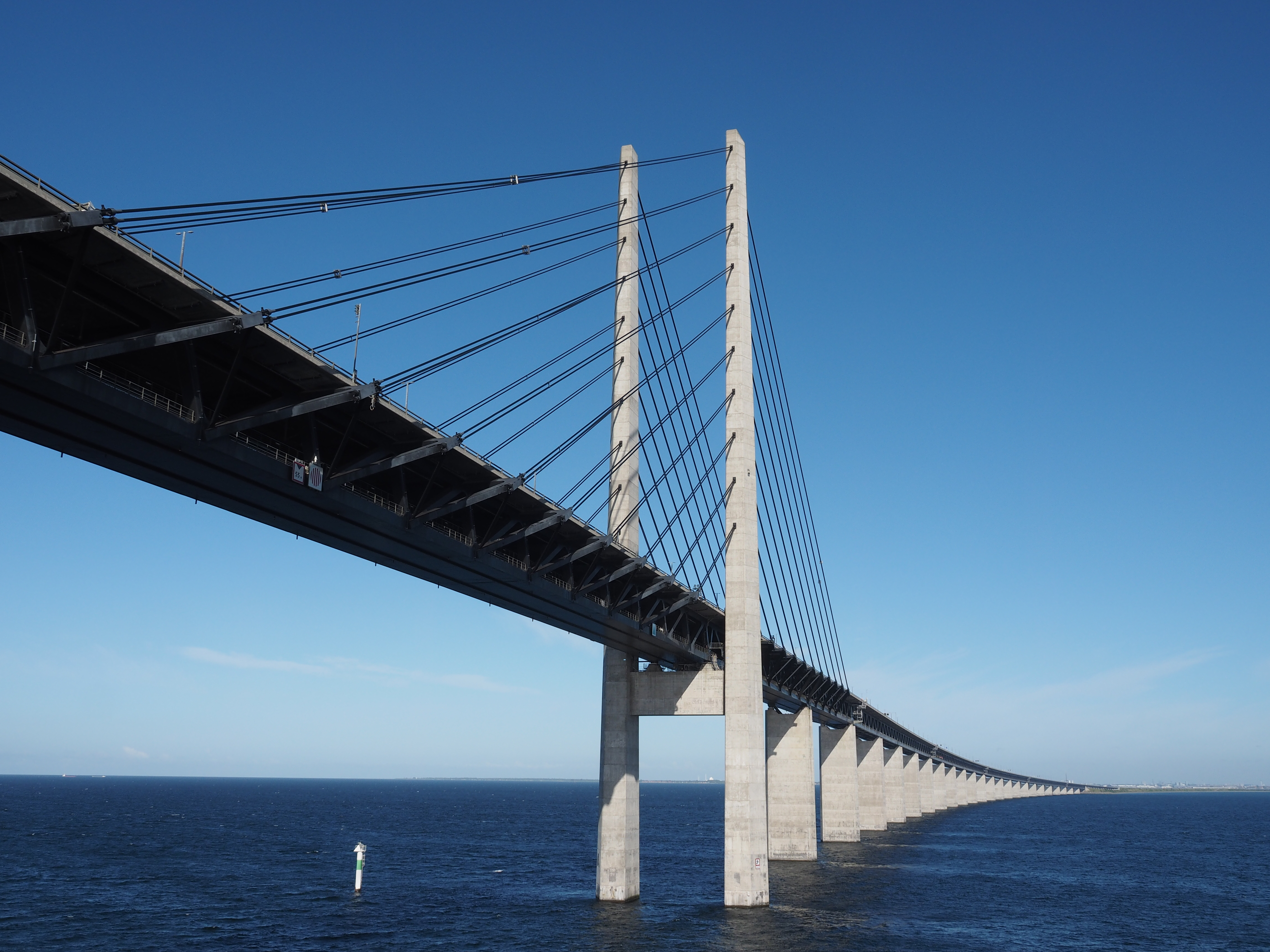
Richtung Kopenhagen (Drogdentunnel)
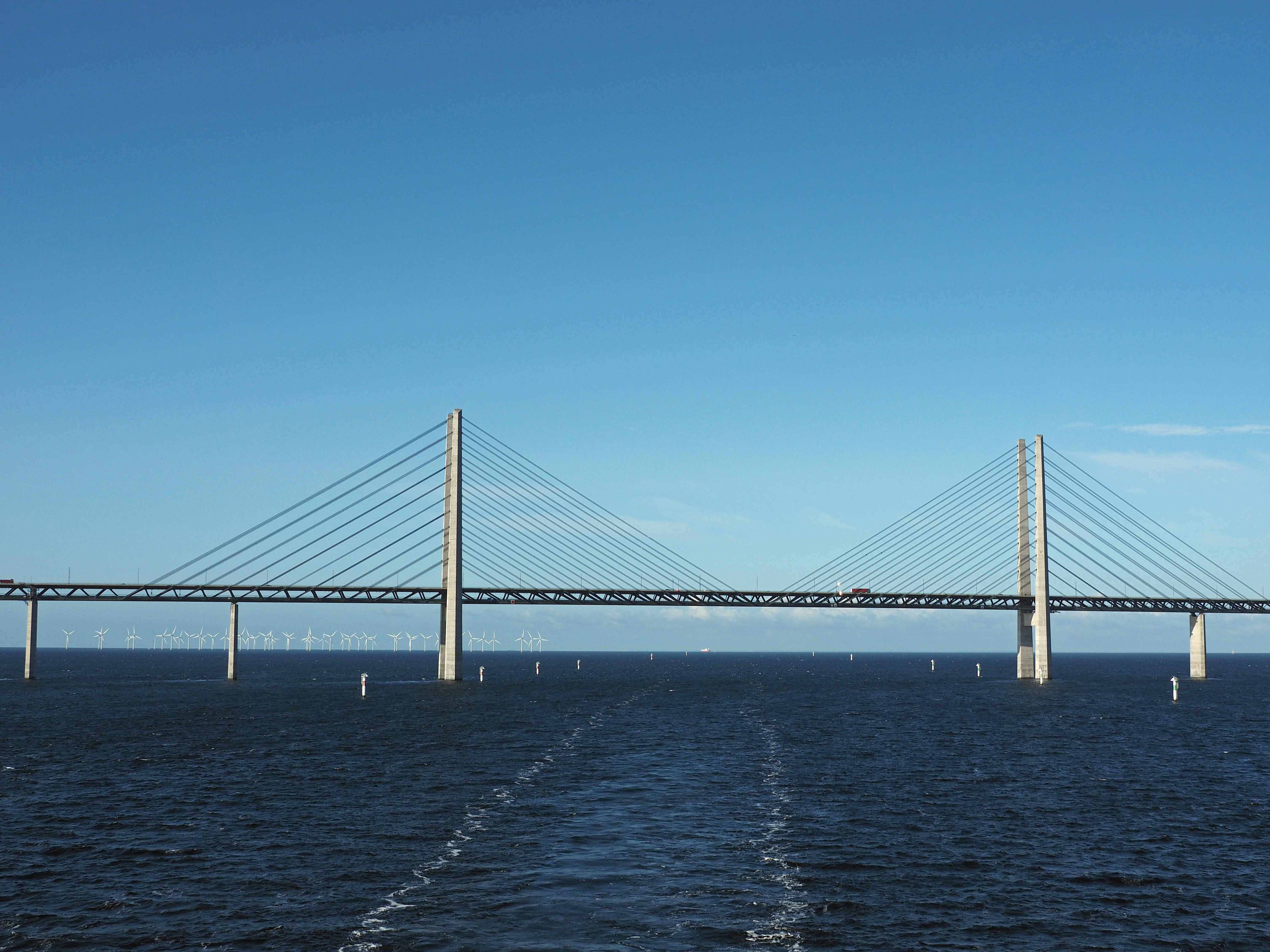
Pylon-Durchfahrt
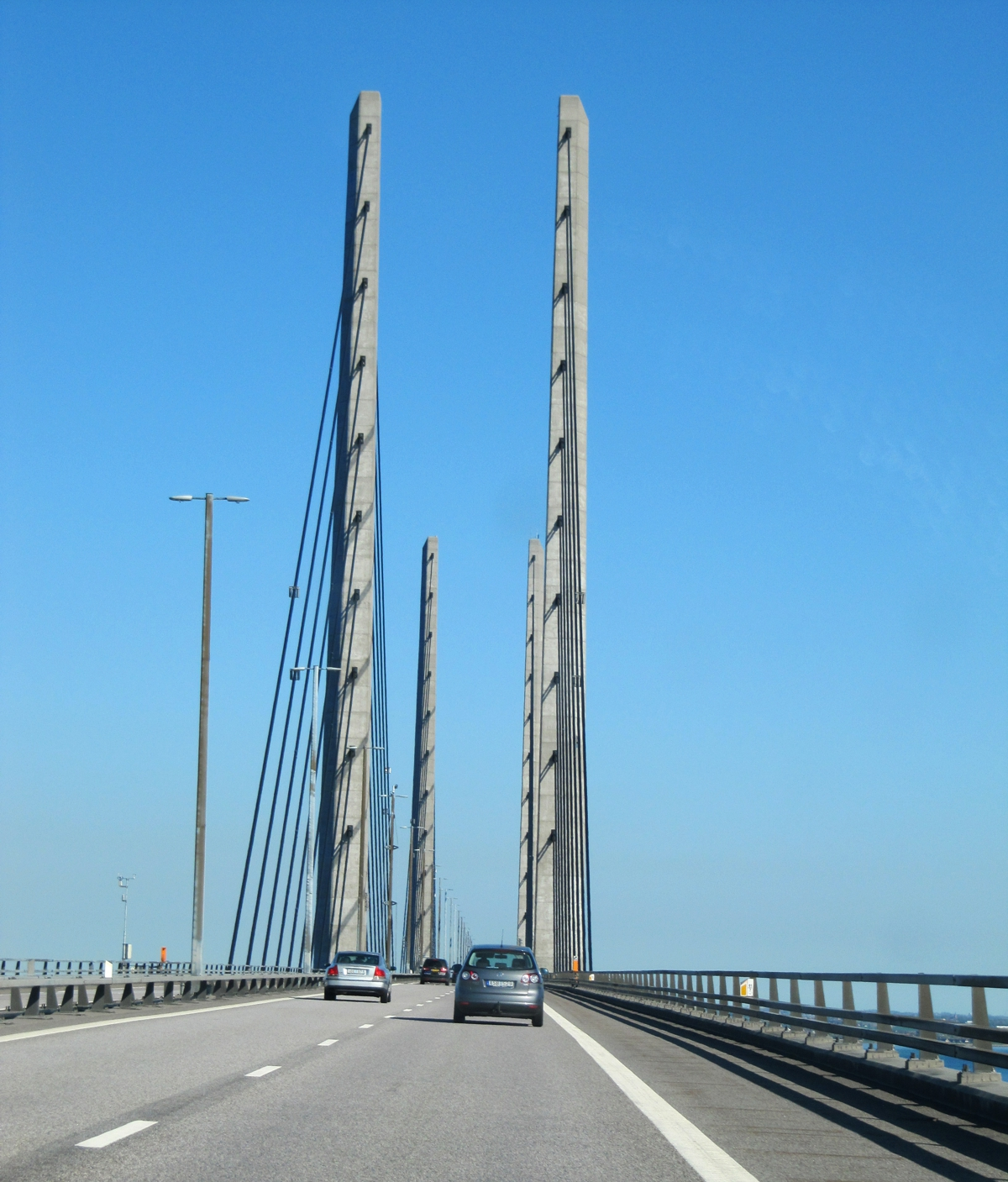
Auf der Brücke Richtung Malmö (Schwedische Grenze)
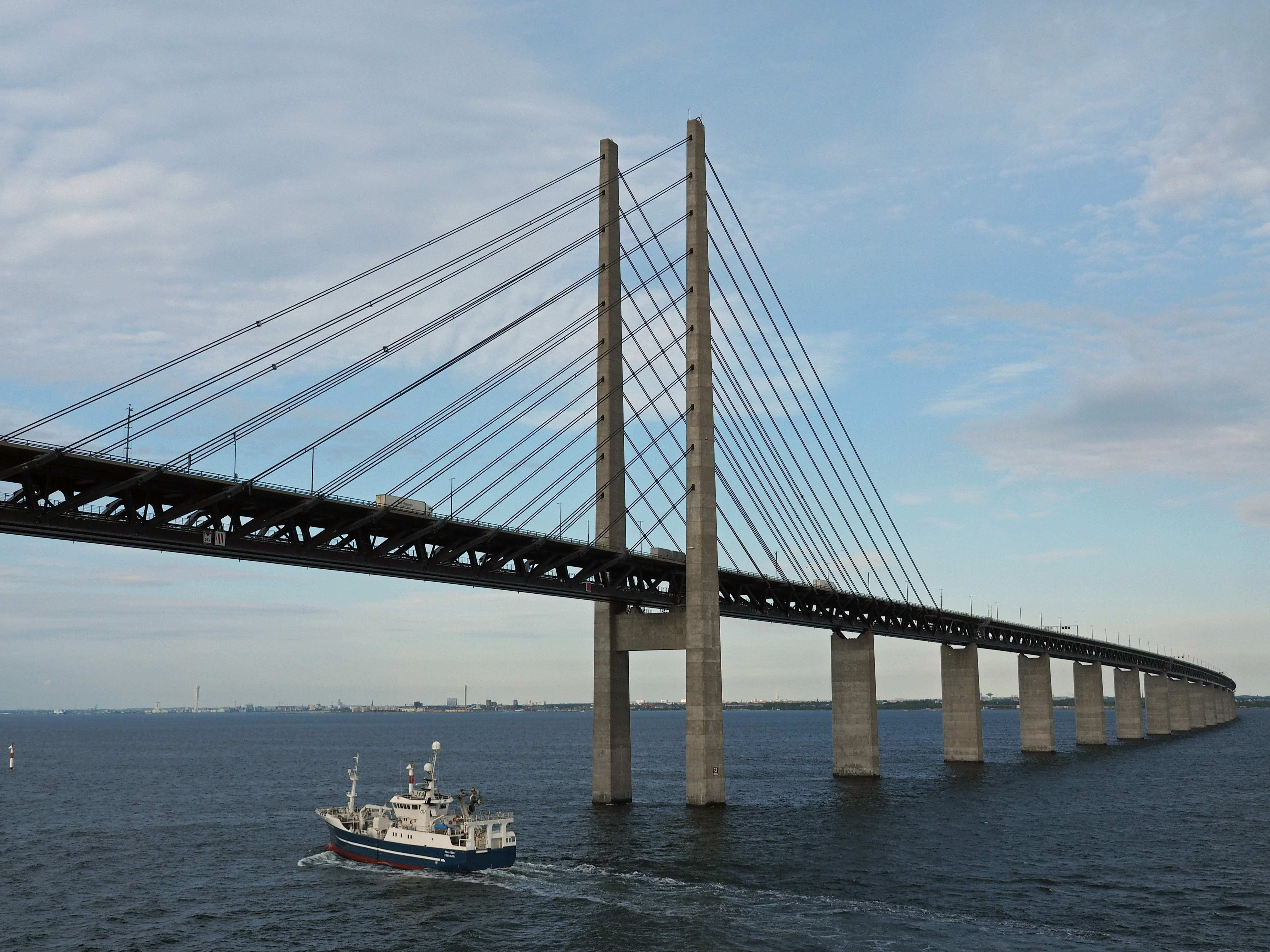
Richtung Malmö
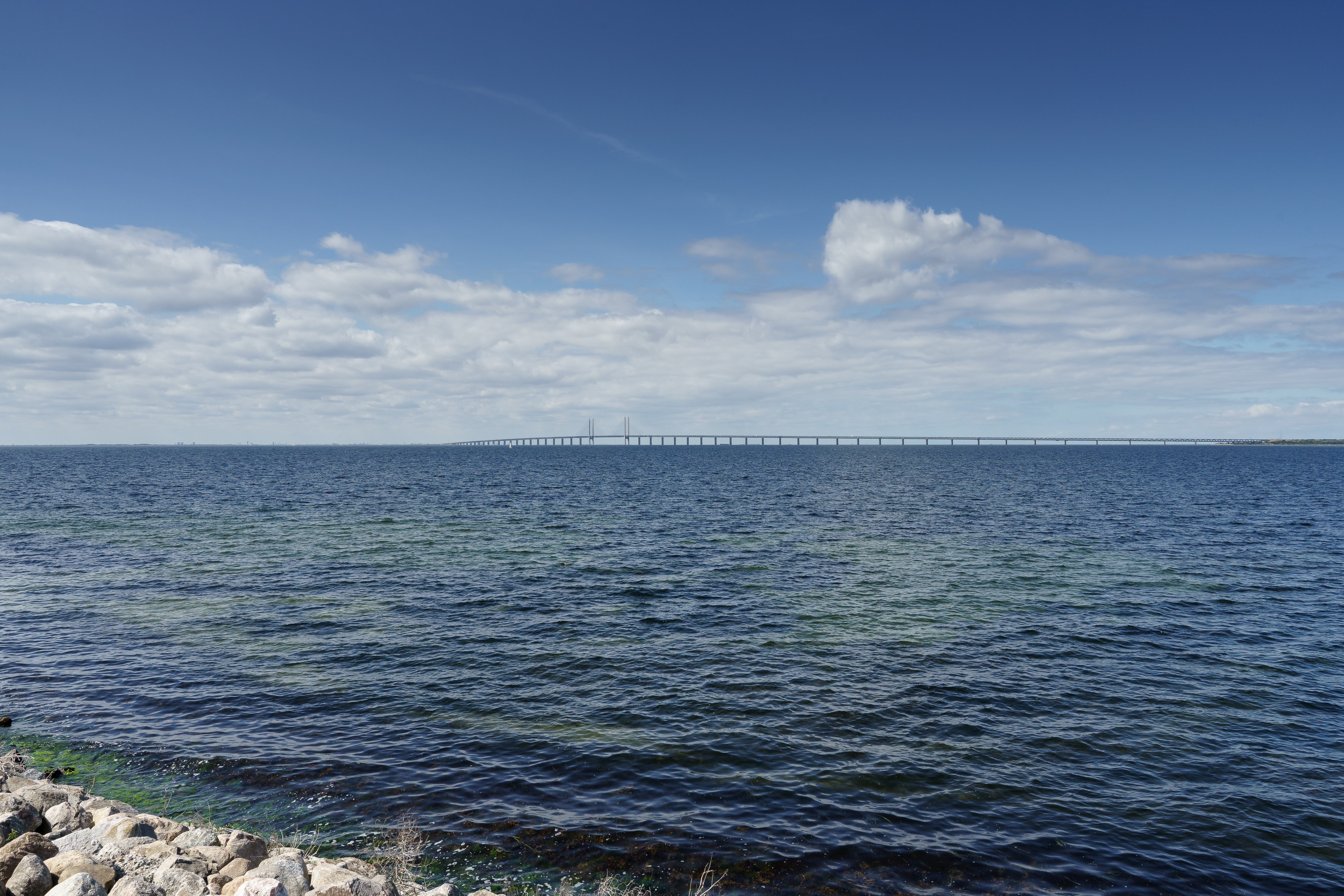
Ansicht von Klagshamn
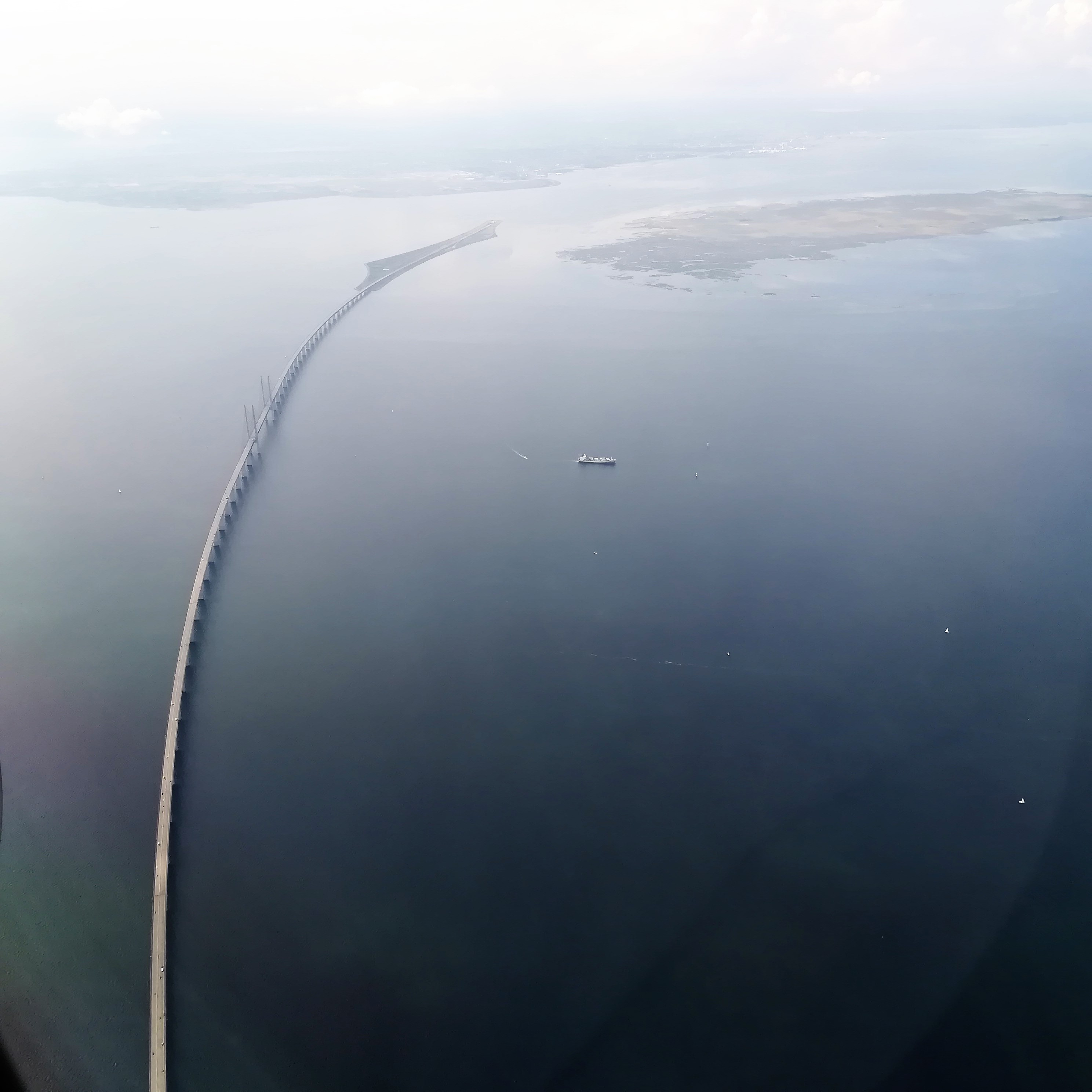
Luftansicht der Öresundbrücke

## Sonstiges
- Etwas südlich der Brücke liegt der Offshore-Windpark Lillgrund, der größte Offshore-Windpark Schwedens (Stand 2015).
- Die Öresundbrücke ist namensgebender Bestandteil der mehrteiligen dänisch-schwedischen Kriminalreihe Die Brücke – Transit in den Tod.
- Im Juli 2018 wurde eine zweieinhalbjährige Studie für eine zweite Öresundverbindung, die Helsingør mit Helsingborg verbinden soll, begonnen.[7]